# Ranunculus seguieri
Ranunculus seguieri är en ranunkelväxtart. Ranunculus seguieri ingår i släktet ranunkler, och familjen ranunkelväxter.

## Underarter
Arten delas in i följande underarter:
- R. s. cantabricus
- R. s. montenegrinus
- R. s. seguieri

## Bildgalleri

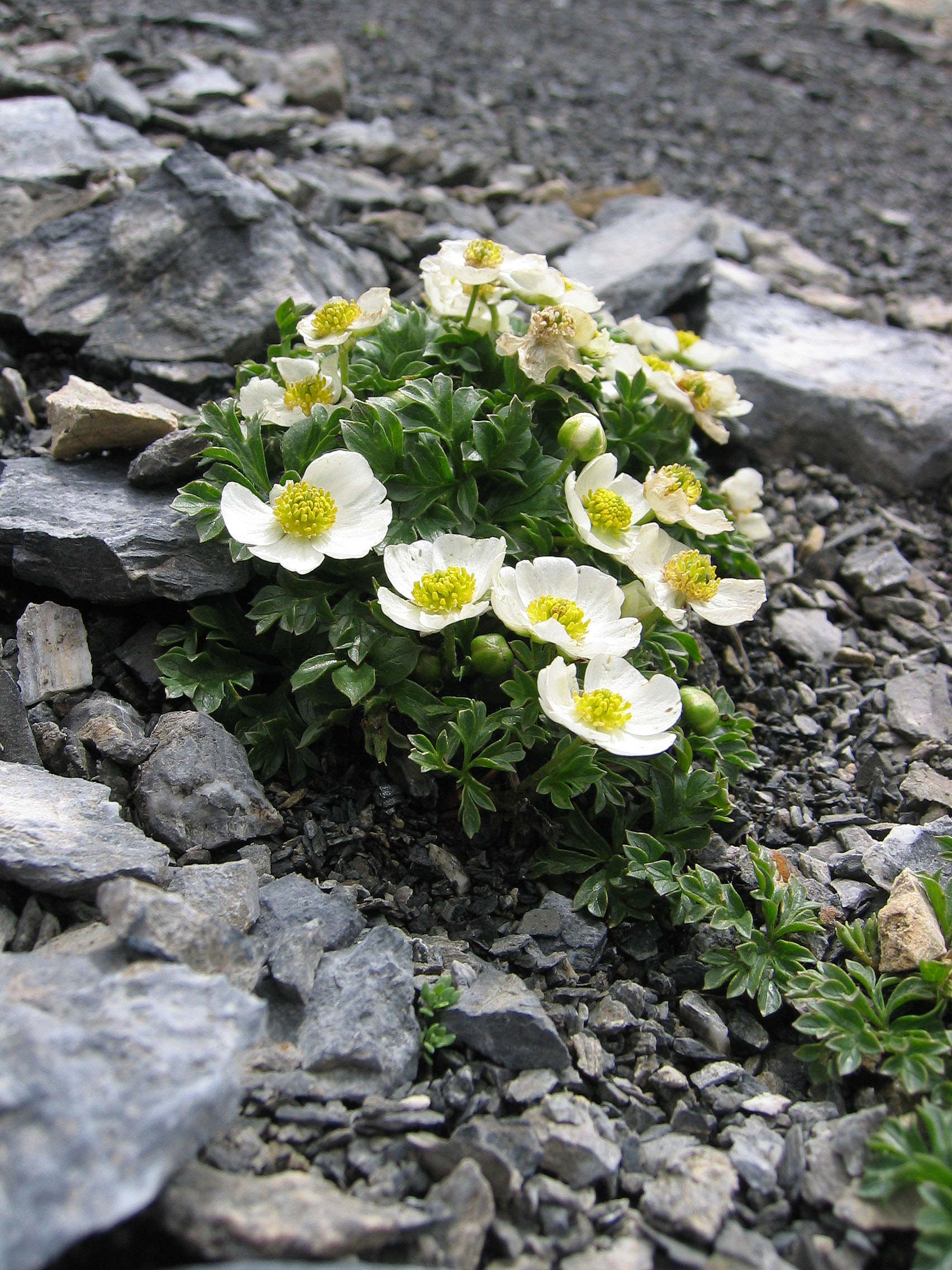
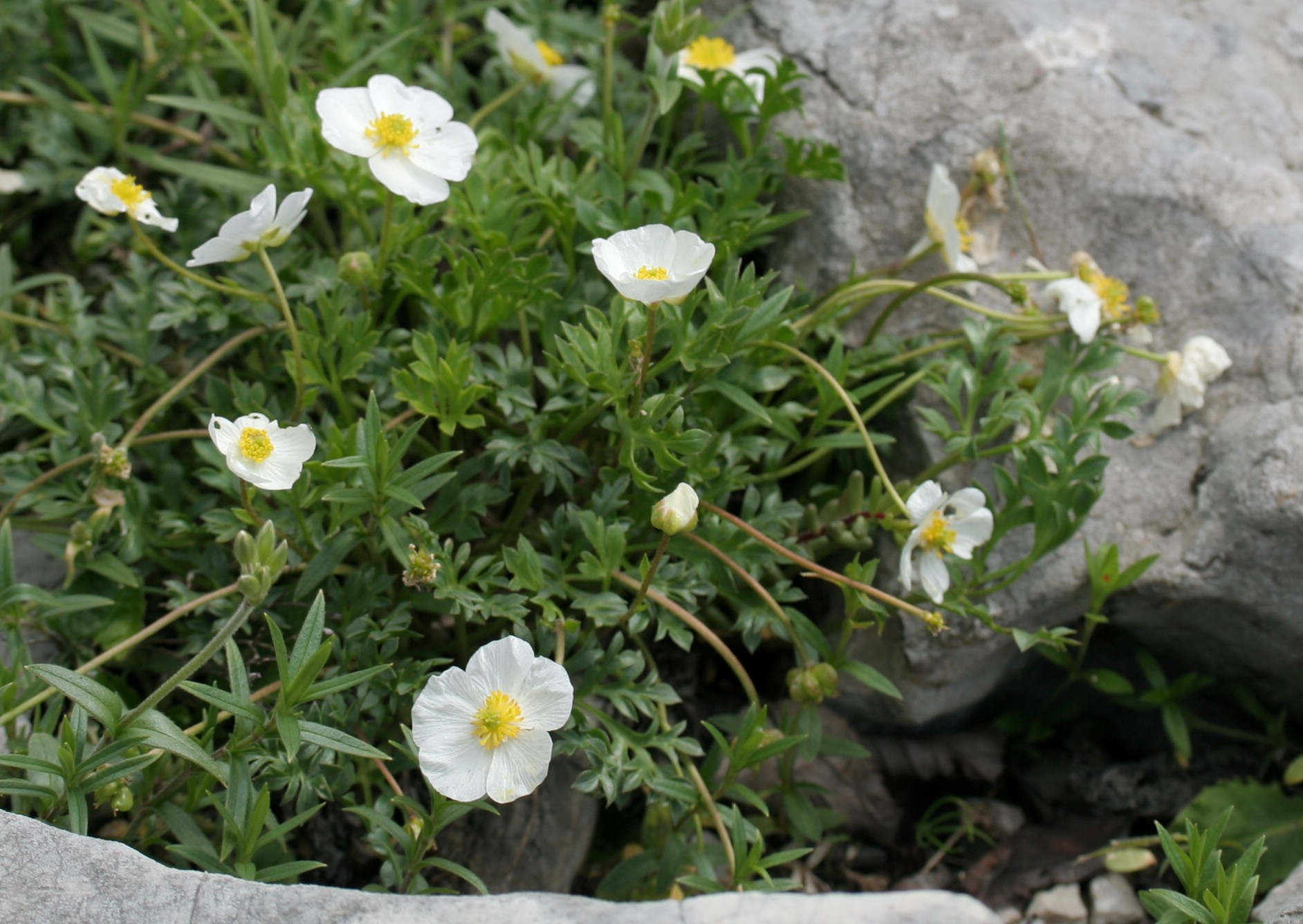
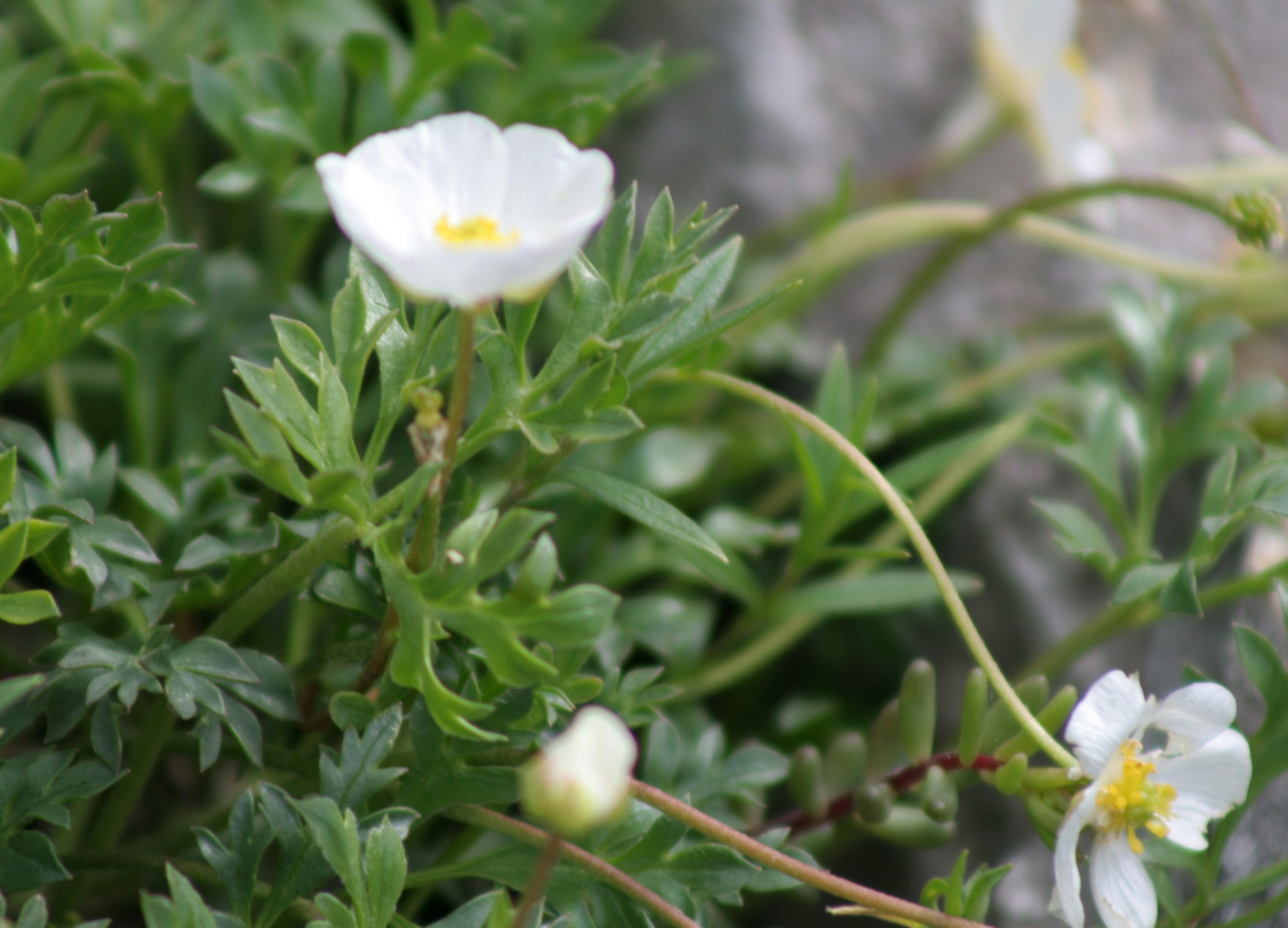
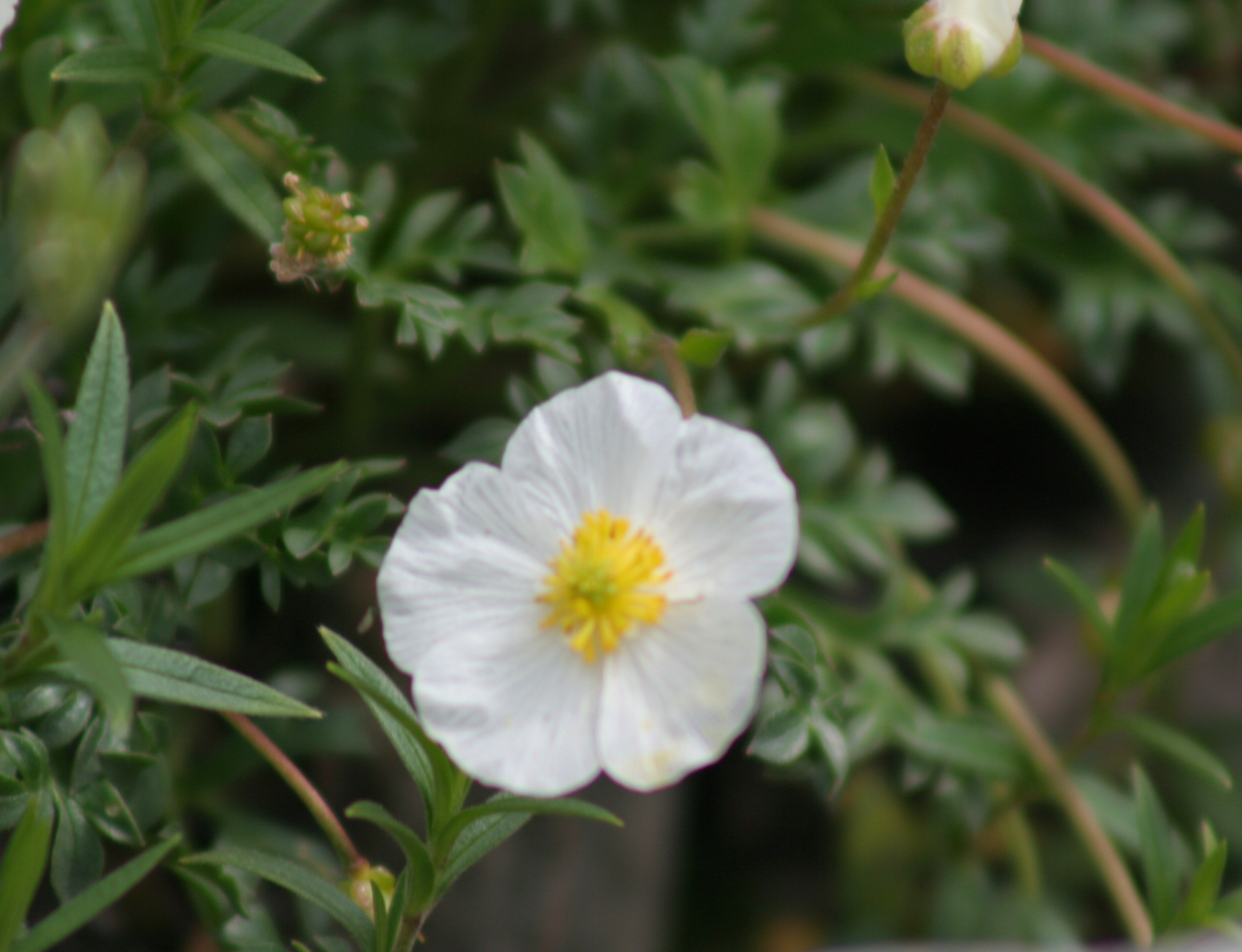
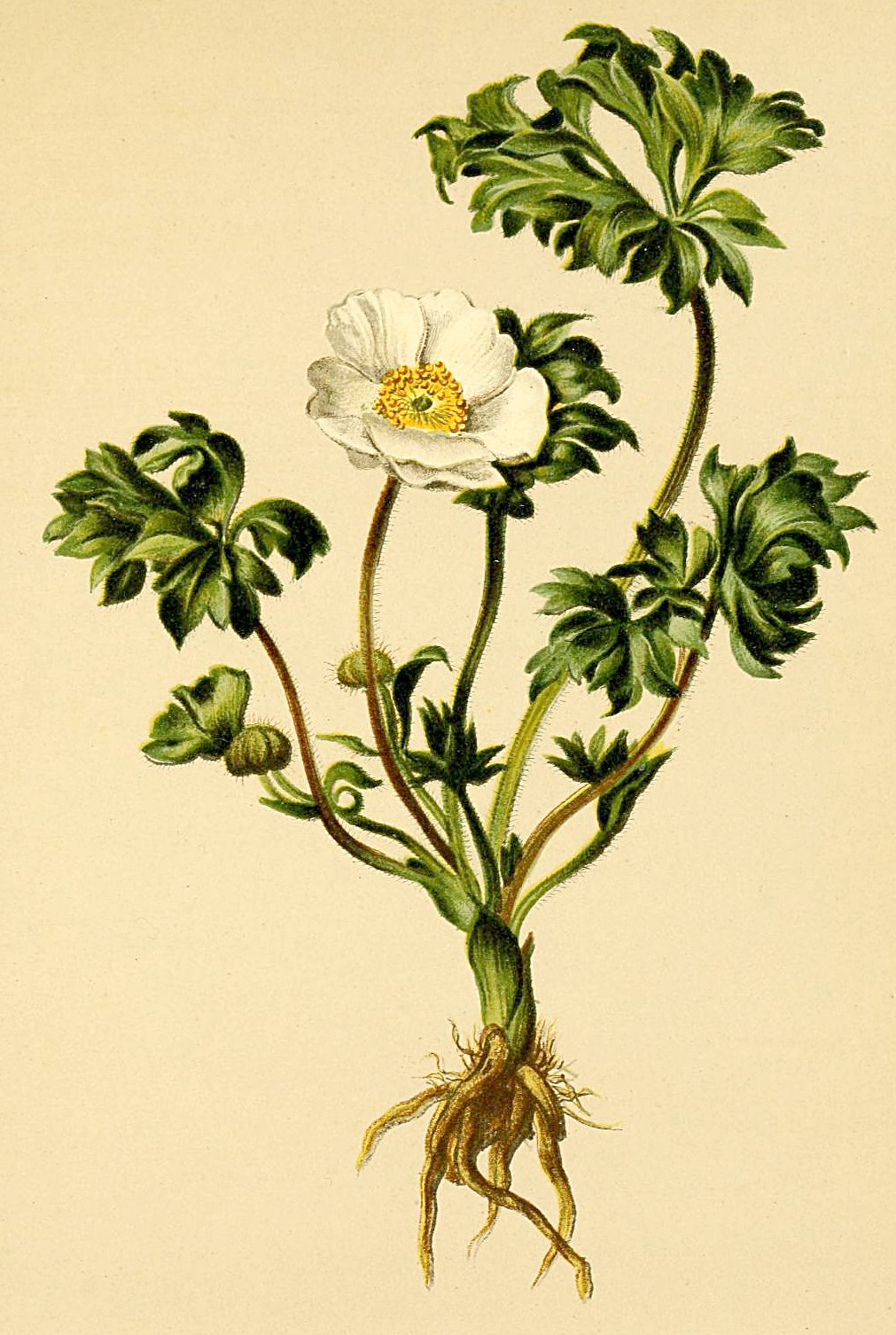